# Tomasz Machała
Tomasz Machała (ur. 26 kwietnia 1978 w Warszawie) – polski dziennikarz i menedżer w spółkach mediowych.

## Życiorys
Studiował w Instytucie Stosowanych Nauk Społecznych Uniwersytetu Warszawskiego.
Od 1997 współpracownik Super FM. Od 1998 asystent, wydawca i prowadzący serwisy informacyjne Radia Eska. Od 2000 reporter w Sekcji Polskiej BBC w Warszawie. Od 2001 reporter w TVN24. Dla stacji relacjonował najważniejsze wydarzenia polityczne.
Od października 2004 do grudnia 2011 był reporterem Wydarzeń w telewizji Polsat. Zajmował się tematyką polityczną. Od czerwca 2008 do grudnia 2011 prowadził program Graffiti w Polsat News.
Od 2010 współpracował z tygodnikiem „Wprost”. Przed wyborami prezydenckimi 2010 założył portal publicystyczno-informacyjny Kampania na żywo. Od 2012 współpracował z tygodnikiem „Newsweek Polska”. Od 2011 do października 2016 był redaktorem naczelnym serwisu internetowego NaTemat.pl i prezesem spółek kontrolujących grupę. W listopadzie 2016 został dyrektorem zarządzającym segmentów wiadomości i biznes w Grupie Wirtualna Polska. Od lutego 2017 był wiceprezesem Wirtualnej Polski ds. wydawniczych; podlegały mu wszystkie redakcje. Od kwietnia 2018 nadzorował także departament rozwoju produktu wydawniczego oraz telewizję WP. 6 lutego 2020 został odwołany z funkcji redaktora naczelnego portalu internetowego Wirtualna Polska.
Od maja 2019 do lutego 2020 prowadził program #Newsroom, emitowany w Wirtualnej Polsce i Polsat News. Od stycznia 2020 ponownie prowadził program Graffiti, emitowany w Polsacie i Polsat News. Od stycznia 2020 prowadził także program Gość Wydarzeń, emitowany w Polsacie i Polsat News. Od kwietnia 2020 prowadził program Śniadanie w Polsat News. We wrześniu 2020 zakończył współpracę z Telewizją Polsat.
W lutym 2020 został prezesem spółki Netwizor zarządzającej usługą WP Pilot. Na skutek zmian w strukturze Wirtualnej Polski zakończył pracę nad WP Pilot i od 2021 został prezesem agregatora ofert turystycznych Nocowanie.pl. Po przeprowadzeniu transformacji biznesowej Nocowanie.pl na model rezerwacyjny, 1.01.2025 objął stanowisko chief operating officer spółki JustTag z funduszu inwestycyjnego Dirlango, sprawując jednocześnie funkcję w radzie nadzorczej grupy mediowej Iberion.

## Życie prywatne
Jest synem byłej posłanki PO Joanny Fabisiak.

## Kontrowersje
W styczniu 2020 portal OKO.press opublikował tekst, w którym opisał współpracę Wirtualnej Polski z ministerstwem sprawiedliwości. Miała ona polegać m.in. na cenzurze i blokowaniu artykułów krytycznych wobec Zbigniewa Ziobry oraz pisaniu pod fikcyjnymi nazwiskami tekstów wspierających ministerstwo. Zarówno Tomasz Machała, jak i Wirtualna Polska Media zaprzeczyli zarzutom. W rezultacie prac wewnętrznej komisji ds. wyjaśnienia zarzutów OKO.Press, został odwołany z funkcji redaktora naczelnego i wiceprezesa WP Media.